# Sélection de la ville hôte pour les Jeux olympiques d'hiver de 1988
Le processus de sélection pour les Jeux olympiques d'hiver de 1988 comprend trois villes et voit celle de Calgary au Canada sélectionnée aux dépens de Falun en Suède et de Cortina d'Ampezzo en Italie. La sélection est réalisée lors de la 84e session du CIO à Baden-Baden en Allemagne de l'Ouest, le 30 septembre 1981.

## Résultats du scrutin
| Ville             | Pays   | 1er tour | 2e tour |
| ----------------- | ------ | -------- | ------- |
| Calgary           | Canada | 35       | 48      |
| Falun             | Suède  | 25       | 31      |
| Cortina d'Ampezzo | Italie | 18       | —       |